# Welp (film)
Welp (Internationale titel: Cub) is een Belgische horrorfilm uit 2014 geregisseerd door Jonas Govaerts. De film ging in première op 10 september op het Internationaal filmfestival van Toronto.
Welp won de juryprijs op het Fantastic Cinema Festival 2015 en zowel de juryprijs als de prijs voor beste regisseur op het Filmfestival van Sitges 2015.

## Verhaal
Een groep scouts (welpen) gaat op zomerkamp in de Ardennen. Hun leiders Peter en Chris stoken de jongens voor vertrek op door ze een verhaal te vertellen over weerwolfjongen Kai, die in de bossen rond het kampterrein zou wonen. Op weg naar de Ardennen pikken ze de jonge vrouw Jasmijn op, die ook meegaat.
Aangekomen op het kampterrein krijgt de twaalfjarige Sam opdracht een kuil te graven om ontlasting in te dumpen. Terwijl hij dit doet, ziet hij in een flits een halfnaakte, gemaskerde jongen in het bos. Even verderop vindt hij een primitieve boomhut. Voor Sam is dit het teken dat Kai daadwerkelijk bestaat, maar niemand gelooft hem. Wanneer Sam op eigen houtje de boomhut onderzoekt, besluipt 'Kai' hem. De jongen is agressief en communiceert alleen door middel van gegrom. Sam stemt hem tevreden door hem een blik vlees te geven. Daarna maakt hij zich uit de voeten.
Terwijl de scouts een spel spelen in het bos, grijpt Peter zijn kans om met Jasmijn te vrijen. Sam bespiedt hen vanachter een boom, maar Peters hond Zoltan verraadt zijn aanwezigheid. De scoutleider stuurt Zoltan op de jongen af. Nadat het dier hem in zijn hand bijt, maakt Sam dat hij wegkomt. Die nacht lokt 'Kai' Zoltan het bos in, neemt hem gevangen in een zak en hangt die aan een tak in een boom. Daarna haalt hij Sam om samen met hem met takken tegen de zak te slaan. Wanneer Zoltan ontsnapt en aanvalt, doodt 'Kai' hem. Peter en Chris komen op het rumoer af en vinden Sam met de dode hond. Ze geloven Sam nog steeds niet wanneer hij zegt dat Kai dit heeft gedaan. Peter is woest op de jongen vanwege de moord op zijn hond. Peter en Jasmijn biechten op dat Sam hen heeft betrapt en Zoltan de jongen toen beet, waardoor ook Chris Sams vermeende motief inziet.
Gefrustreerd omdat ook Chris hem niet gelooft, vlucht Sam het bos in, op zoek naar Kai. Chris en Jasmijn proberen hem terug te vinden. Sam vindt intussen het hol van een stroper. 'Kai' blijkt zijn hulpje. Het hol ligt vol met lijken, want de stroper jaagt niet op dieren, maar op mensen. Hij heeft het hele bos voorzien van dodelijke vallen. Jasmijn komt hierachter wanneer ze een tent ingaat, omdat ze denkt dat ze daarin een baby hoort huilen. Zodra ze binnen is, gaat de tent met haar erin omhoog een boom in en zit ze gevangen. Chris vindt Sam wanneer hij het stropershol uitkomt. De stroper betrapt hen en doodt Chris.
Sam rent terug naar het kamp om iedereen te waarschuwen, maar de nog steeds woedende Peter geeft hem de kans niet. In plaats daarvan begint hij de jongen in elkaar te slaan. De stroper vindt het kamp en rijdt hierop in met een legertruck. Terwijl hij de slaaptent met daarin de jongens overrijdt, rent Peter het bos in. Sam gaat voor het kampvuur staan en lokt de stroper zijn kant in. Net voor de truck  hem aanrijdt, springt hij opzij en steekt hij een gat in de benzinetank. Wanneer de wagen vervolgens het kampvuur inrijdt, ontploft die.
Peter loopt in het bos in een valstrik van de stroper. Hierdoor valt er een boomstam op zijn benen. Sam probeert hem hier onderuit te helpen, maar veroorzaakt hiermee de val van een tweede, gekruiste boomstam, die Peter helemaal plet. Sam vindt vervolgens Jasmijn vastgebonden in het stropershol, in aanwezigheid van 'Kai'. Ze werken hem samen een put in. De stroper zelf blijkt ernstig verbrand, maar nog in leven. Hij vangt Sam en Jasmijn en bindt ze allebei vast in het hol. Hij geeft de jongen een mes en een keuze: dood haar of zelf dood. Jasmijn schopt hierop ook Sam de put in. Op de bodem ontstaat een gevecht op leven en dood tussen hem en 'Kai'. De winnaar klimt gemaskerd de put uit.
Jasmijn wurmt zich los en vlucht het bos in. De stroper krijgt haar opnieuw te pakken en spiest haar op een van handgemaakte uitsteeksels voorziene boom. Daarna geeft hij de gemaskerde jongen een mes en stuurt hem naar Jasmijn. Als ze zijn masker afneemt, blijkt het Sam. Ze smeekt hem om hulp, maar hij steekt haar dood. Daarna gaat hij naar de stroper en zet hij zijn masker weer op. De man accepteert hem als zijn nieuwe hulpje en gaat het bos weer verder in met hem.

## Rolverdeling
| Acteur          | Personage |
| --------------- | --------- |
| Stef Aerts      | Peter     |
| Evelien Bosmans | Jasmijn   |
| Titus De Voogdt | Chris     |
| Maurice Luijten | Sam       |
| Thomas De Smet  | Steven    |
| Gill Eeckelaert | Kai       |
| Jan Hammenecker | Stroper   |